# Ocotea grandifructa
Ocotea grandifructa är en lagerväxtart som beskrevs av L.C.S.Assis & M.F.Santos. Ocotea grandifructa ingår i släktet Ocotea och familjen lagerväxter. Inga underarter finns listade i Catalogue of Life.